# Papaver laestadianum
Papaver laestadianum là một loài thực vật có hoa trong họ Anh túc. Loài này được Nordh. mô tả khoa học đầu tiên năm 1939.